# Spencer Rattler
Spencer Michael Rattler (Phoenix, Arizona, Estados Unidos, 28 de septiembre del 2000) es un mariscal de campo de fútbol Americano profesional en el equipo de los New Orleans Saints de la Liga Profesional de futbol Americano de Estados Unidos (NFL). Jugó futbol universitario para los Oklahoma Sooners y los South Carolina Gamecocks. Rattler fue seleccionado por los Saints en la quinta ronda de la Reunión Anual de Selección de Jugadores de NFL de 2024.

## Primeros Años de Vida
Rattler asistió a Pinnacle High School en Phoenix, Arizona, durante sus cuatro años de escuela secundaria. Rompió el récord de aprobación de la escuela secundaria de Arizona en su cumpleaños número 18. Rattler lanzó para 11,083 yardas en sus cuatro años con 116 touchdowns de pase y corrió para 1,040 yardas con 14 touchdowns terrestres. A principios de su temporada senior, fue nombrado MVP del Elite 11 en The Opening en Texas.
En su última temporada en Pinnacle, Rattler protagonizó una serie documental deportiva de Netflix dirigida por Peter Berg llamada *QB1: Beyond the Lights*. Posteriormente, Rattler fue suspendido por violar un código de conducta del distrito y quedó inhabilitado para jugar el resto de la temporada debido a un caso de trampa. Inicialmente, dijo que tenía un esguince de ligamento colateral medial (MCL), pero la administración de la escuela le aconsejó posteriormente que no hablara sobre la naturaleza de la violación del código de conducta.
Al final de su segundo año de secundaria, había recibido 14 ofertas de escuelas de la División I de la NCAA, incluyendo Alabama, Notre Dame y Miami. El 19 de junio de 2017, visitó Oklahoma en una visita no oficial y se comprometió con Oklahoma una semana después. El 19 de diciembre de 2018, firmó su carta de intención para jugar con el entrenador Lincoln Riley y los Sooners. Fue considerado un mariscal de campo de 5 estrellas por 247Sports y Rivals.com, y de 4 estrellas por ESPN. Rattler también fue considerado el mariscal de campo número 1 y el prospecto número 1 en general de Arizona en la clase de reclutamiento de 2019.

## Carrera universitaria

### Oklahoma

#### 2019
El 12 de junio de 2019, Rattler se inscribió en Oklahoma. Participó en la segunda mitad del partido de semifinales del College Football Playoff contra LSU. En total, apareció en tres partidos durante la temporada de 2019, por lo que pudo redshirt su primer año universitario.

#### 2020
En su temporada de redshirt como freshman, Rattler compitió con Tanner Mordecai por el puesto de mariscal de campo titular. El 1 de septiembre, Lincoln Riley anunció que Rattler había ganado el puesto de mariscal de campo titular sobre Mordecai, y Rattler hizo su debut como titular el 12 de septiembre contra Missouri State. El 26 de septiembre, Rattler igualó el récord de Oklahoma de más pases de touchdown en las dos primeras semanas con 8, establecido por Sam Brdfaord en 2008. Sin embargo, el inicio de Rattler como titular fue complicado cuando él y sus Sooners fueron sorprendidos por Kansas State en su segundo partido como titular. En su tercer partido, Rattler lanzó para 300 yardas y 2 touchdowns en la derrota ante Iowa State. Esta derrota rompió una racha de 24 derrotas consecutivas en casa de Iowa State contra Oklahoma. Rattler y los Sooners se recuperaron con una victoria contra Texas en el partido de la Red River Rivalry. El 7 de noviembre, Rattler se lesionó la cadera en una victoria contra Kansas. Como mariscal de campo titular, llevó a los Oklahoma Sooners a su sexto campeonato consecutivo de la Big 12, ganando 27–21 contra Iowa State.

#### 2021
De cara a la temporada 2021, Rattler era el favorito para ganar el Trofeo Heisman. Sin embargo, durante el partido de Oklahoma contra Texas, Rattler fue enviado a la banca en el segundo cuarto en favor de Caleb Williams y no jugó el resto de la temporada. En noviembre de 2021, el entrenador personal de Rattler, Mike Giovando, anunció que dejaría Oklahoma. Ole Miss, UCLA, Arizona State, Nebraska, Pitt, Auburn, Missouri y Oregon fueron algunas de las escuelas que más se interesaron en Rattler.

### Carolina del Sur
En diciembre de 2021, Rattler anunció que se transferiría a la Universidad de Carolina del Sur para jugar con los South Carolina Gamecocks, bajo la dirección del entrenador Shane Beamer. Rattler y Beamer tenían una conexión previa por su tiempo juntos en Oklahoma. Los alas cerradas de Carolina del Sur, Austin Stogner y Jaheim Bell, también fueron citados como influencias en la decisión de Rattler.

#### 2022

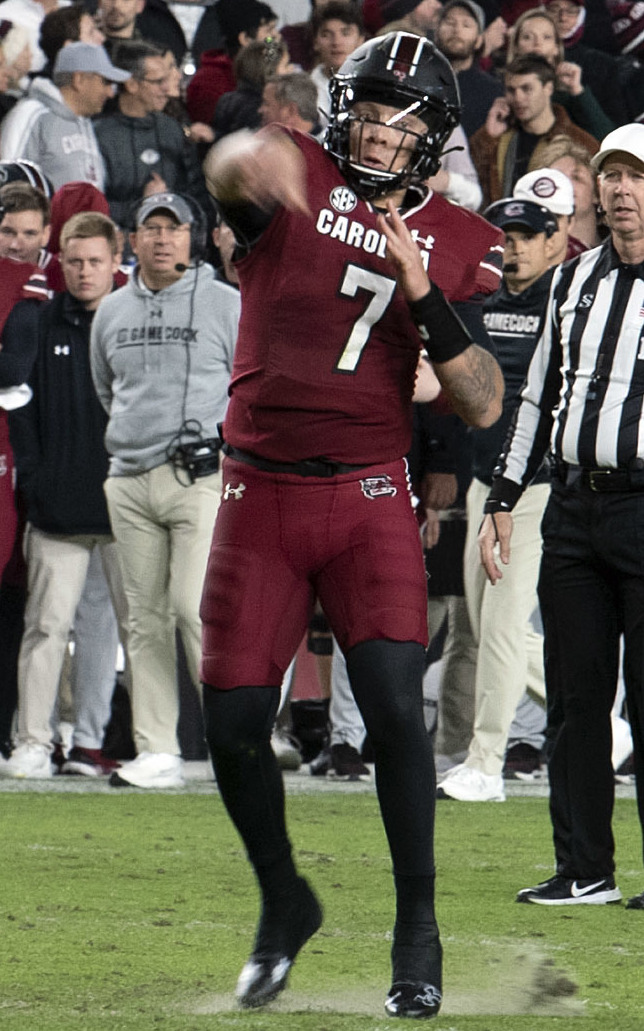
Rattler en el juego contra Tennessee en 2022

Como mariscal de campo titular de Carolina del Sur en 2022, Rattler llevó a su equipo a un récord de 8-5. Lanzó para 3,012 yardas y anotó dieciocho touchdowns, pero también tuvo doce intercepciones. Su rendimiento en los primeros diez partidos de la temporada fue descrito como "decepcionante": promedió 198 yardas por pase y lanzó más intercepciones que touchdowns. Sin embargo, al final de la temporada regular, lideró a los Gamecocks en dos victorias sorprendentes. Lanzó para 438 yardas y seis touchdowns en una victoria sobre Tennessee, clasificado en el puesto número 5, rompiendo el récord del programa de más pases de touchdown en un partido. La semana siguiente, jugó para 360 yardas y dos touchdowns en una victoria sobre Clemson, el archirrival de Carolina del Sur, convirtiéndose en el primer mariscal de campo titular de Carolina del Sur en vencer a Clemson desde Connor Shaw en 2013. Con estas victorias, Rattler se convirtió en el primer mariscal de campo de Carolina del Sur en ganar partidos consecutivos contra equipos del top 10. Carolina del Sur alcanzó así su clasificación más alta en el CFP de su historia y su clasificación más alta en el AP desde 2014, en los puestos número 19 y 20, respectivamente.
En el Gator Bowl de 2022, Rattler y los Gamecocks perdieron ante Notre Dame, clasificado en el puesto número 21, por 45-38 en un partido competitivo, terminando la temporada con un récord de 8-5 y clasificados en el puesto número 23, siendo la primera vez que el programa terminaba en el ranking de la AP desde 2013, cuando finalizaron en el puesto número 4.
El 10 de enero de 2023, Rattler anunció que volvería a Carolina del Sur para la temporada de 2023.

#### 2023
Rattler llevó a Carolina del Sur a un récord de 5-7 en 2023, lanzando un máximo en su carrera de 3,186 yardas y 275 pases completados. Su temporada de 2023 fue descrita como "una de las mejores temporadas de un mariscal de campo en la historia de la escuela" y se le consideró "uno de los mejores mariscales de campo del país".
Rattler se declaró para el draft de la NFL de 2024 tras la temporada, terminando en quinto lugar en yardas de pase de carrera y primero en porcentaje de pases completados en la historia de South Carolina. Jugó en el Senior Bowl de 2024 y fue nombrado su Jugador Más Valioso (MVP).

### Estadística
| Temporada                | Games            | Games            | Games            | Passing          | Passing          | Passing          | Passing          | Passing          | Passing          | Passing          | Rushing          | Rushing          | Rushing          | Rushing          |
| Temporada                | GP               | GS               | Record           | Cmp              | Att              | Pct              | Yds              | TD               | Int              | Rtg              | Att              | Yds              | Avg              | TD               |
| Oklahoma Sooners         | Oklahoma Sooners | Oklahoma Sooners | Oklahoma Sooners | Oklahoma Sooners | Oklahoma Sooners | Oklahoma Sooners | Oklahoma Sooners | Oklahoma Sooners | Oklahoma Sooners | Oklahoma Sooners | Oklahoma Sooners | Oklahoma Sooners | Oklahoma Sooners | Oklahoma Sooners |
| ------------------------ | ---------------- | ---------------- | ---------------- | ---------------- | ---------------- | ---------------- | ---------------- | ---------------- | ---------------- | ---------------- | ---------------- | ---------------- | ---------------- | ---------------- |
| 2019                     | 3                | 0                | —                | 7                | 11               | 63.6             | 81               | 1                | 0                | 155.5            | 3                | 23               | 7.7              | 0                |
| 2020                     | 11               | 11               | 9–2              | 214              | 317              | 67.5             | 3,031            | 28               | 7                | 172.6            | 81               | 160              | 2.0              | 6                |
| 2021                     | 9                | 6                | 6–0              | 140              | 187              | 74.9             | 1,483            | 11               | 5                | 155.5            | 43               | 77               | 1.8              | 3                |
| South Carolina Gamecocks |                  |                  |                  |                  |                  |                  |                  |                  |                  |                  |                  |                  |                  |                  |
| 2022                     | 13               | 13               | 8–5              | 264              | 399              | 66.2             | 3,026            | 18               | 12               | 138.7            | 73               | 46               | 0.6              | 3                |
| 2023                     | 12               | 12               | 5–7              | 275              | 399              | 68.9             | 3,186            | 19               | 8                | 147.7            | 97               | 104              | 1.1              | 4                |
| Career                   | 48               | 42               | 28–14            | 900              | 1,313            | 68.5             | 10,807           | 77               | 32               | 152.2            | 297              | 410              | 1.4              | 16               |

## Carrera Profesional
Rattler fue seleccionado por los New Orleans Saints en la quinta ronda con la selección global número 150 en el draft de la NFL de 2024.
Se seleccionaron 137 jugadores entre Rattler y el mariscal de campo elegido anteriormente, Bo Nix, estableciendo un récord en la era del draft común. En la pretemporada de 2024, Rattler completó 20 de 38 intentos de pase para 202 yardas y un touchdown por pase, así como un touchdown por tierra de 8 yardas.
Después de que el mariscal de campo titular Derek Carr sufriera una lesión en el oblicuo en la semana 5 contra los Chiefs, Rattler fue nombrado titular de los Saints para su partido de la semana 6 contra los Buccaneers. En su juego de debut, completó 22 de 40 pases para 243 yardas, con un touchdown y dos intercepciones.
| Año    | Equipo | Juegos | Juegos | Juegos | Pases | Pases | Pases | Pases | Pases | Pases | Pases | Pases | Pases | Pases | Rushing | Rushing | Rushing | Rushing | Rushing | Sacks | Sacks | Fumbles | Fumbles |
| Año    | Equipo | GP     | GS     | Record | Cmp   | Att   | Pct   | Yds   | Y/A   | Y/G   | Lng   | TD    | Int   | Rtg   | Att     | Yds     | Avg     | Lng     | TD      | Sck   | SckY  | Fum     | Lost    |
| ------ | ------ | ------ | ------ | ------ | ----- | ----- | ----- | ----- | ----- | ----- | ----- | ----- | ----- | ----- | ------- | ------- | ------- | ------- | ------- | ----- | ----- | ------- | ------- |
| 2024   | NO     | 1      | 1      | 0–1    | 22    | 40    | 55.0  | 243   | 6.1   | 243.0 | 41    | 1     | 2     | 60.7  | 4       | 27      | 6.8     | 16      | 0       | 5     | 21    | 1       | 0       |
| Career | Career | 1      | 1      | 0–1    | 22    | 40    | 55.0  | 243   | 6.1   | 243.0 | 41    | 1     | 2     | 60.7  | 4       | 27      | 6.8     | 16      | 0       | 5     | 21    | 1       | 0       |